# Conservatoire national supérieur d’art dramatique
A párizsi Conservatoire national supérieur d’art dramatique francia grande école és az Université Paris Sciences et Lettres (PSL) főiskolája. Az 1784-ben alapított École royale de chant et de déclamation-ra nyúlik vissza, ahol a beszéd meglehetősen mellékes téma volt a zenészek számára. Ez magyarázza a konzervatórium kifejezést is, amelyet általában a zeneiskolákra használnak, de nem a drámaiskolákra.
1806-ban az értelmezés vált meghatározóvá. 1946-ban a konzervatóriumot felosztották, így a színház megtartotta az 1811-ben koncertteremnek tervezett Théâtre du Conservatoire-t, és a zenészek továbbmentek. A télikert 1968 óta viseli jelenlegi nevét.

## Híres diplomások
- Amidou
- Christine Delaroche
- Clémence Poésy
- Valérie Quennessen
- Emmanuelle Riva
- Sebastian Roché
- Varga Veronika